# PolyGram Filmed Entertainment
PolyGram Filmed Entertainment е британско филмово студио със седалище в Лондон, съществувало от 1980 до 1999 година.
Основано е през 1980 година от музикалната компания PolyGram с амбицията да реализира високобюджетни филми, конкуриращи студиата на Холивуд. Сред най-успешните продукции на компанията са „Четири сватби и едно погребение“ (Four Weddings and a Funeral, 1994), „Осъденият на смърт идва“ (Dead Man Walking, 1995), „Фарго“ (Fargo, 1996), „Трейнспотинг“ (Trainspotting, 1996), „Нотинг Хил“ (Notting Hill, 1999).
През 1998 година PolyGram е купена от компанията Seagram, която продава част от активите на PolyGram Filmed Entertainment, а останалото слива с притежаваната също от нея „Юнивърсъл Студиос“.